# Trematodon pallidus
Trematodon pallidus là một loài rêu trong họ Bruchiaceae. Loài này được Hook. Spreng. mô tả khoa học đầu tiên năm 1827.